# 多姆內什蒂鄉 (阿爾傑什縣)
45°12′N 24°50′E / 45.200°N 24.833°E
多姆內什蒂鄉（羅馬尼亞語：Domnești, Argeș），是羅馬尼亞的鄉份，位於該國中南部，由阿爾傑什縣負責管轄，面積20平方公里，海拔高度468米，2007年人口3,229，人口密度每平方公里163人。